# Rdestnica włosowata

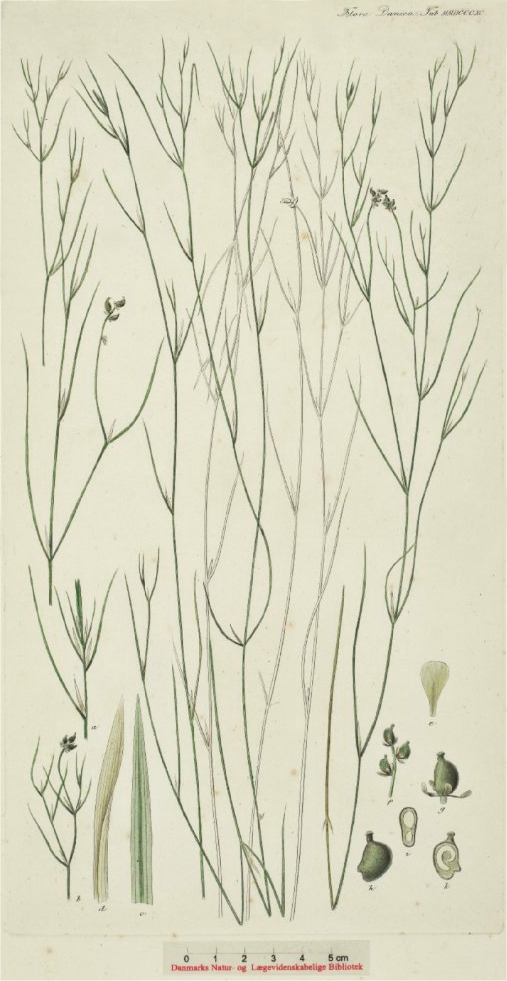
Morfologia

Rdestnica włosowata (Potamogeton trichoides Cham. & Schltdl.) – gatunek rośliny należący do rodziny rdestnicowatych (Potamogetonaceae). 

## Rozmieszczenie geograficzne
Występuje w Europie, Azji i Afryce. W Polsce osiąga północną granicę zasięgu i rośnie głównie w części południowej: na Górnym Śląsku, w dolinie Wisły od Kotliny Oświęcimskiej do Puław, w dolinie środkowego Sanu i w zachodniej Polsce. Na Pojezierzu Mazurskim i w Karpatach znana jest z nielicznych tylko stanowisk. W Karpatach do 2008 r. podano tylko cztery: staw w Świnnej Porębie, wyrobisko pożwirowe w Dąbrówce, w Rymanowie i Posadzie Leskiej (Góry Słonne).

## Morfologia
ŁodygaRozgałęziona i całkowicie zanurzona o długości do 80 cm. Kłącza brak, lub nitkowate i obłe, tworzące się dopiero pod koniec wegetacji. Zakorzenia się płytko poskręcanymi korzeniami. Na węzłach brak gruczołów, lub są one słabo rozwinięte.
LiścieWyłącznie podwodne, sterczące, bardzo sztywne i posiadające gruby nerw środkowy zajmujący 30-75% powierzchni blaszki liściowej oraz 2 nerwy boczne. Nerw główny dochodzi do szczytu blaszki. Bardzo rzadko tylko występują dobrze rozwinięte komórki powietrzne, zazwyczaj tworzą one wąski tylko pas u nasady liścia, lub brak ich w ogóle. Liście o kształcie szydlasto-równowąskim i zaostrzonych szczytach. Są włosowate; mają długość do 13 cm i szerokość do 1, wyjątkowo 1,8 mm, tak więc stosunek ich szerokości do długości wynosi 1:40 do 1:80. Występują zwykle półprzeźroczyste i nietrwałe przylistki o długości 0,5-2,7 cm i tępym szczycie. Mają barwę od zielonej do brunatnej i po wysuszeniu niewyraźne nerwy. Pochwy liściowe zamknięte i ciemno obrzeżone.
TurionyPowstają na szczytach bocznych odgałęzień łodygi i na łodydze głównej. Mają długość do 2,2 cm, są wąskie i podłużne, o barwie od ciemnozielonej do brązowozielonej. Posiadają 2-3 wąskie listki.
KwiatyWytwarzają się tuż pod powierzchnią wody, ale w trakcie dojrzewania na sztywnych szypułach wysuwają się tuż nad powierzchnię wody. Są to przeciętnie 5-kwiatowe kłosy o  długości do 1 cm. Kwiaty obupłciowe z jednym lub dwoma słupkami. Szypuła ma długość do 7,5 cm i jest 3-9 razy dłuższa od kłosa.
OwoceMniej więcej koliste orzeszki o długości do 3 mm, po wysuszeniu czerniejące. Mają prosty i krótki dzióbek (rostrum), na brzusznej stronie prostą listewkę guzki. W każdym kłosie dojrzewa zazwyczaj tylko jeden owoc, rzadko więcej.
Gatunki podobneRdestnica grzebieniasta. Posiada w liściach przestwory międzykomórkowe. Odróżnia się także biało unerwionymi, otwartymi pochwami liściowymi.

## Biologia i ekologia
RozwójBylina, hydrofit. Kwitnie od maja do końca lipca. Ma kwiaty przedsłupne, zapylane przez wiatr.  Po zapyleniu owocostan pogrąża się w wodzie. Owoce mogą być roznoszone przez wodę (hydrochoria), mogą być zjadane przez ryby i ptaki wodne, ich nasiona przechodzą wówczas niestrawione przez ich układ pokarmowy. W ten sposób zwierzęta te rozprzestrzeniają nasiona (endozoochoria). Mogą się rozprzestrzeniać także po przyczepieniu się do odnóży lub piór ptaków (egzozoochoria). Roślina może się rozmnażać także wegetatywnie przez turiony.
SiedliskoWystępuje w stojących i wolno płynących płytkich wodach eutroficznych na różnego rodzaju podłożach: piaszczystych, gliniastych i organicznych. Jest wrażliwa na wysychanie, falowanie i wahania poziomu wody. Spotkać ją można w rowach melioracyjnych, starorzeczach i stawach. Często jest jedynym gatunkiem zasiedlającym świeżo powstałe zbiorniki wodne, później jednak występuje w zbiorowiskach wielogatunkowych.  Gatunek charakterystyczny dla związku Potamion.
GenetykaLiczba chromosomów 2n = 26.

## Zagrożenia i ochrona
Gatunek umieszczony na polskiej czerwonej liście w kategorii NT (bliski zagrożenia).